# Wilhelm Frank (Geistlicher)

Wilhelm Frank

Wilhelm Frank (* 16. Juni 1858 in Zülkowitz; † 23. August 1911 in Breslau) war katholischer Geistlicher, Schriftsteller und Mitglied des Deutschen Reichstags.

## Leben
Frank besuchte das Gymnasium in Leobschütz und studierte an der Universität Breslau Theologie. Während seines Studiums wurde er 1878 Mitglied der KDStV Winfridia Breslau im CV. Am 28. Juni 1883 erhielt er in Regensburg die Priesterweihe. Erst wurde er Aushilfspriester in Groß-Peterwitz und 1884 Kaplan in Ratibor. 1887 wurde er Kaplan in St. Michael und 1888 Pfarrer von St. Pius, beide in Berlin. In St. Pius existierte nur eine Kapelle und durch eine rege Sammeltätigkeit trug Frank maßgeblich dazu bei, dass 1893 eine Kirche errichtet wurde. Hier gründete er auch einen Arbeiter und später einen Arbeiterinnenverein. Auch an den Sammlungen zum Bau der Corpus-Christi-Kirche auf dem Prenzlauer Berg 1904 war er führend beteiligt. 1899 wurde er Erzpriester in Berlin, dies blieb er, bis er 1907 zum Domkapitular in Breslau ernannt wurde.
Ab 1894 unternahm er auch umfangreiche Schiffreisen nach Norwegen und im Mittelmeerraum, von denen er schriftstellerisch berichtete.
Ab 1893 bis zu seinem Tode war er Mitglied des Deutschen Reichstags für den Wahlkreis Magdeburg 1  Regierungsbezirk Oppeln 8 Ratibor und die Deutsche Zentrumspartei. Am 2. März 1910 forderte er im Reichstag man solle das „bandenweise“ Umherziehen der Zigeuner verbieten. Dabei stellte er diese als „eine Armee von verwegenen, kannibalisch grausamen, schlauen Mordbrennern“ dar.
Er war Träger des Roter Adlerordens IV. Klasse und des Kronenordens III. Klasse.